# Църква Бетел (Скарбек)
Църквата на Бетел е църковна сграда, разположена на Шосе Хаахтсестеен в брюкселската община Схарбек.
Тя е фламандса протестантско-евангелска църква, принадлежаща към Свободните евангелски общини във Фландрия. Името на църквата се отнася до библейското място Бетел и означава Дом Божий.

## История
Църквата е резултат от работата на Белгийската евангелска мисия – организация, създадена в Белгия след края на Първата световна война. По време на Първата световна война американската двойка Ралф и Едит Нортън срещат в Лондон няколко белгийски войници от Изерския фронт. Те започват да изпращат пакети с храна на войниците в окопите. След войната двойката се установява в Брюксел, където основават белгийската евангелска мисия.
Тъй като църковните служби в Брюксел се провеждали на френски език, нидерландскоговорещите поискали собствени служби. Фламандската църква (Влаамче Керк) е създадена през 1923 г. Общността се събира с години на Хоудстраат, близо до Параклисовата църква. Това се случва, докато през 1950-те години улицата не е разбита, за да направи път за връзката Север-Юг. След това църквата се премества в Скарбек.
От 1998 г. свещеник в църквата е Готлиб Блокланд.